# RATP
A RATP, teljes nevén Régie Autonome des Transports Parisiens a párizsi tömegközlekedéssel is foglalkozó multinacionális vállalat. Székhelye Párizsban van.
Logóján a Szajna folyó egy részlete látható, utalva a cég párizsi gyökereire. Párizs és az Île-de-France régió legnagyobb közlekedési társasága, de ezen kívül más kontinenseken is jelen van leányvállalatai révén. A világ 5. legnagyobb tömegközlekedési szolgáltatója.

## Párizs
A cég üzemelteti a város összes metróvonalát (ebből kettő teljesen automata üzemű), a városi autóbuszvonalakat, a 10 villamosvonalból 8-at, a Monmartre-i siklóvasutat és a RER hálózat egy részét.